# Ломницький Іван
о. Іван Ломницький (3 жовтня 1807, Старий Самбір — 28 липня 1888, Горуцько, Дрогобицький повіт, Королівство Галичини та Володимирії, Австро-Угорщина) — священник, політичний та громадський діяч Галичини середини XIX століття, посол до Австрійського парламенту 1848 року.
Народився у м. Старий Самбір у сім'ї Антонія Ломницького і Марії (до шлюбу Якимович).
Був одружений, дружина померла в 1879 р., дітей не мали.
Висвячений у сан священника в 1831 р. З 1832 р. — кооператор на парафії Стара Сіль. У 1834 р. отримав парафію в с. Явора, з 1846 р. був адміністратором деканату, в 1849–1854 рр. — декан Жукотинського деканату. З 1853 р. — парох с. Горуцько.
Член Райхстагу від 10 липня 1848 року до 7 березня 1849 року. Обраний від Турківського округу. 7 березня 1849 року парламент був розпущений і парламентарі втратили повноваження.